# Huỳnh Thiếu Kỳ
Huỳnh Thiếu Kỳ (tiếng Anh: Eric Huang, tiếng Trung: 黄少祺, sinh: 6 tháng 7 năm 1971) là diễn viên nổi tiếng trên màn ảnh nhỏ Đài Loan từ cuối thập niên 90. Anh được biết đến với vai phản diện Hoàng Phi Hổ trong phim truyền hình Phi Long Tại Thiên dài hơn 200 tập của đài FTV. Ngoài ra anh còn được biết đến nhiều hơn với vai Lưu Bá Ôn trong bộ phim truyền hình dài tập Thần Cơ Diệu Toán Lưu Bá Ôn.

### Phim Truyền Hình（Đài Loan）
| Năm  | Kênh phát sóng       | Tên Phim                                  | Vai Diễn                          |
| ---- | -------------------- | ----------------------------------------- | --------------------------------- |
| 1997 | Dân Thị              | 星座女人系列-獅子座(來一場戀愛遊戲吧)     | 大風                              |
| 1998 | Bát Đại              | Bởi vì Tôi Yêu Em                         | Ông Chấn Vũ                       |
| 1998 | Đài Thị              | 婚期                                      | Allen                             |
| 1998 | Trung Thị            | Trái Tim Tôi Vẫn ở Tại...                 | Lý Thuyên                         |
| 1998 | 大地頻道             | 神探推理劇場                              | Lưu Vũ Chánh                      |
| 1998 | Dân Thị              | 星座男女系列-男金牛座VS女天蠍座(為你瘋狂) | Tiền Đại Quân                     |
| 1999 | Dân Thị              | Phú Quý Tại Thiên                         | Chu Thuận Hưng                    |
| 1999 | Siêu Thị             | 真情城市                                  | Thái Trọng Uy                     |
| 1999 | Hoa Thị              | Thổ Địa Công Truyền Kỳ                    | Khải Hiền Thái Tử.Triệu Thiên Vân |
| 1999 | Dân Thị              | Lương Sơn Bá Chúc Anh Đài                 | Ca Ca của Chúc Anh Đài            |
| 1999 | Siêu Thị             | 交換愛情的女人                            | 江維                              |
| 2000 | Dân Thị              | 大腳阿媽                                  | Lâm Minh Đức （Lưu Thiêm Phúc）   |
| 2000 | Trung Thị            | Nại Hà Hoa                                | Tô Kính Trung                     |
| 2000 | Dân Thị              | Nàng Dâu Trưởng Nam                       | Vương Chí Thành                   |
| 2000 | Dân Thị              | Phi Long Tại Thiên                        | Hoàng Phi Hổ                      |
| 2000 | Võng Lộ kịch         | 愛的故事書                                | Tiêu Hoán Nhiên                   |
| 2001 | Dân Thị              | 情義                                      | Cao Gia Nguyên                    |
| 2003 | Tam Lập              | 千金百分百                                | Hoang Y Sinh                      |
| 2003 | Trung Thị            | 熟女慾望日記                              | 唐祖培                            |
| 2003 | Tam Lập              | Thiên Địa Hữu Tình                        | Huỳnh Thiên Lâm                   |
| 2005 | Nhân Gian Vệ Thị     | Nhai Hựu                                  | Lý Hựu Minh                       |
| 2006 | Hoa Thị              | Ma Ma Vô Tội                              | Đỗ Hựu Bình                       |
| 2006 | Đài Thị              | Thần Cơ Diệu Toán Lưu Bá Ôn               | Lưu Bá Ôn                         |
| 2007 | 衛視中文台           | 新還君明珠                                | 秦天寶                            |
| 2008 | 年代MUCH台           | 春去春又回                                | 張長貴                            |
| 2009 | Đài Thị              | Lại Bố Y                                  | Lại Bố Y                          |
| 2009 | Đài Thị              | Gia Khánh Quân Du Đài Loan                | Gia Khánh                         |
| 2010 | Tam Lập              | Gia đình sóng gió                         | Cao Thiên Thành                   |
| 2011 | 中天娛樂台           | 戀戀阿里山                                | Lý Chiếu Đường                    |
| 2011 | Đài Thị              | Đỉnh Cao Thời Đại                         | Kha Hạo Thiên/Kha Niệm Hoa        |
| 2011 | Đài Thị Tam Lập      | Dũng Sĩ Môn                               | Cát Tịnh Văn                      |
| 2012 | Tam Lập              | Con Tim Lạc Lối                           | Dương Lạc ĐaLâm Gia Hào           |
| 2015 | Tam Lập              | Hương Vị Cuộc Sống                        | Triệu Anh Khải                    |
| 2018 | Tam Lập              | Con Dâu Thời Nay                          | Kim Ngạn Quân                     |
| 2019 | Tam Lập              | Tiếng Pháo Vu Quy                         | Triệu Thiên Vũ                    |
| 2019 | Đài Đông Sâm Hý Kịch | Mỹ Vị Mãn Các                             | Lý Gia Câu                        |
| 2020 | Tam Lập              | Thiên Chi Kiểu Nữ                         | Trương Gia Lương                  |

|  |

|  |